# Club Siero
Maillots
Le Club Siero est un club espagnol de football fondé en 1916 et basé dans la ville de Pola de Siero dans les Asturies.
Le club joue ses matchs à domicile au Stade El Bayu, doté de 5 000 places,.

## Histoire
Le club est fondé le 16 mars 1916 sous le nom de Siero Foot-Ball Club. Avec la création du système de ligue de football espagnole, le club commence à jouer en Tercera División à l'Estadio Luis Miranda.

## Personnalités du club

### Présidents du club
- José Manuel Laruelo
- Pablo Martínez Rodríguez

### Entraîneurs du club
- Aníbal López[5]
- José Luis Egüen
- Luis Valbuena Carante

## Palmarès
| Compétitions nationales                                           |
| ----------------------------------------------------------------- |
| - Championnat d'Espagne D4 (2) : - Champion : 1984-85 et 1996-97. |